# 統率者戦
統率者戦(旧エルダー・ドラゴン・ハイランダー、旧EDH、旧司令官戦)は、マジック・ザ・ギャザリングのカジュアル変種ルール(フォーマット)のひとつ。
統率者戦ではいままでに発売されたすべての基本セットとすべてのエキスパンションの禁止されていないカードが使用できる。 入門セット(ポータルなど)のカードやプロモーションカードも使用可能である。
統率者戦は他のフォーマットとは異なり、プレイヤー間の勝敗よりも、プレイヤーが体験を共有することや、デッキ構築とゲームプレイを通して自己を表現することが重要視される。これは「統率者戦は楽しむために存在する」という考えが前提として存在するためである。

## 統率者戦特有のルール

### デッキ構築に関するルール
統率者戦のデッキは、通常、統率者1枚とメインデッキ99枚から成る。
統率者には、「伝説の」という特殊タイプをもつクリーチャー、または統率者にできる能力を持つプレインズウォーカーを選択できる。この時、互いに「共闘」を持つ伝説のクリーチャーかプレインズウォーカー2枚を統率者に選択することもできる。この場合、デッキは統率者2枚とメインデッキ98枚から成る。
統率者戦のデッキはハイランダー制に近いルールで組まれる。つまり、基本土地を除く全ての同じカード名を持つカードは、1枚までしかデッキに入れることが出来ない。ただし、「何枚でもデッキに入れて良い」といったような効果を持つ、枚数制限を無視するカードはこの限りではない。
また、統率者戦には「固有色」と呼ばれる概念が存在する。固有色とは、そのカードの色に、そのカードのマナ・コストとルール文章に含まれるマナ・シンボルの色を加えたものである。
- 「稲妻/Lightning Bolt」の場合、カードの色は赤であり、マナ・コストに赤のマナ・シンボルを持つ。また、ルール文章にマナ・シンボルを持たない。よって固有色は赤。
- 「メムナーク/Memnarch」の場合、カードの色は無色であり、マナ・コストに有色のマナ・シンボルを持たない。また、ルール文章に青のマナ・シンボルを持つ。よって固有色は青。
- 「魔力の墓所/Mana Crypt」の場合、カードの色は無色であり、マナ・コストに有色のマナ・シンボルを持たない。また、ルール文章に有色のマナ・シンボルを持たない。よって固有色は無色。
- 「幽霊火/Ghostfire」の場合、カードの色は自身の能力により無色として扱われるが、マナ・コストに赤のマナ・シンボルを持つ。また、ルール文章にマナ・シンボルを持たない。よって固有色は赤。
- 「島/Island」の場合、カードの色は無色であり、マナ・コストに有色のマナ・シンボルを持たない。また、ルール文章にはマナ・シンボルが書かれていないように見えるが、基本土地タイプである「島」を持つので、実際には青のマナ・シンボルをルール文章に持つ。よって固有色は青。
- 「ギルド渡りの急使/Transguild Courier」の場合、カードの色は自身の能力により白、青、黒、赤、緑の5色[注 2]であり、マナ・コストに有色のマナ・シンボルを持たない。また、ルール文章にマナ・シンボルを持たない。よって固有色は白・青・黒・赤・緑の5色。
- 「Kobolds of Kher Keep（カー砦のコボルド）」の場合、カードの色は色指標[注 3]により赤、マナ・コストに有色のマナ・シンボルを持たない。また、ルール文章にマナ・シンボルを持たない。よって固有色は赤。

統率者戦では、統率者の固有色に含まれない固有色を持つカードはデッキに入れることができない。ただし、統率者が複数いる場合、固有色はそれらを合わせたものになる。
- 統率者の固有色が青・赤の2色のデッキの場合、統率者の固有色に含まれない色（この場合白・黒・緑色）を固有色に含まないカードが使用できる。つまり固有色が無色や赤色、青・赤色などのカードが使用できる一方、固有色が白色や赤・黒色などのカードは使用できない。
- 固有色が青・赤の2色のAと固有色が青・緑の2色のBの、2枚の統率者を使用するデッキの場合、このデッキの統率者の固有色はAが青・赤、Bが青・緑である。よって、これらを合わせた青・赤・緑の3色がこのデッキの固有色になる。逆に白・黒はこのデッキの固有色でない。そのため、固有色が無色や青色、赤・緑色などのカードが使用できる一方、固有色が白色や白・黒色などのカードは使用できない。

### 統率者に関するルール
ゲームを開始する前に、各プレイヤーは自分のデッキの統率者を宣言し、それを統率領域に置く。
統率者が統率領域に存在する限り、そのオーナーは統率者を唱えることができる。ただし、この方法でそれまでに統率者を唱えた回数1回につき、追加コストとしてマナ2点を支払う必要がある。このマナは任意の色、あるいは無色の組み合わせて支払っても良い（例えば赤マナ2点や無色マナ2点、赤マナ1点と無色マナ1点、赤マナ1点と青マナ1点など）。追加のマナを支払う必要があるのは統率領域から唱える場合のみであり、手札などから唱える場合は追加のマナは必要ない。
- 統率者のマナコストが、赤マナ2点だとする。始めて統率領域から統率者を唱える時は、赤マナ2点が必要である。2回目に唱える時は赤マナ2点と任意のマナ2点が、3回目は赤マナ2点と任意のマナ4点が必要になる。

統率者によってプレイヤーに与えられた戦闘ダメージを統率者ダメージと呼ぶ。いずれかのプレイヤーが同一の統率者から21点以上の統率者ダメージを与えられた場合、そのプレイヤーはゲームに敗北する。あくまで戦闘ダメージのみを参照するため、効果によるダメージは統率者ダメージに含まれない。

### ゲームプレイに関するルール
統率者戦は無差別戦（プレイヤー間でチームを組まない）で3人以上のプレイヤーによって行われる。プレイヤーは複数の相手を同時に攻撃できる。最終的に倒すべき相手が複数人いるため、誰から倒すか、誰と一時的に協力するかなどといった、通常の二人対戦とは違った戦略が必要になる。
統率者戦の開始時ライフ総量は、通常のゲームの2倍の40点である。ただし、通常のゲームと同様に、毒カウンターを10個以上得たプレイヤーは敗北する。

## 禁止カード
2020年6月現在、アンティに関するすべてのカード9枚、カード・タイプが「策略」であるカード（コンスピラシー、コンスピラシー：王位争奪に収録されているドラフト専用カード）25枚と、以下のカードが禁止カードとして指定されている。
- Ancestral Recall
- 天秤/Balance
- 生命の律動/Biorhythm
- Black Lotus
- 陰謀団の先手ブレイズ/Braids, Cabal Minion
- チャネル/Channel
- Chaos Orb
- 合同勝利/Coalition Victory
- 引き裂かれし永劫、エムラクール/Emrakul, the Aeons Torn
- 上位の空民、エラヨウ/Erayo, Soratami Ascendant
- Falling Star
- Fastbond
- 閃光/Flash
- けちな贈り物/Gifts Ungiven
- グリセルブランド/Griselbrand
- エメリアの盾、イオナ/Iona, Shield of Emeria
- カラカス/Karakas
- トレストの使者、レオヴォルド/Leovold, Emissary of Trest
- Library of Alexandria
- 限りある資源/Limited Resources
- 呪文追い、ルーツリー/Lutri, the Spellchaser
- Mox Emerald
- Mox Jet
- Mox Pearl
- Mox Ruby
- Mox Sapphire
- 一望の鏡/Panoptic Mirror
- パラドックス装置/Paradox Engine
- 原始のタイタン/Primeval Titan
- クルフィックスの預言者/Prophet of Kruphix
- 繰り返す悪夢/Recurring Nightmare
- ラノワールの使者ロフェロス/Rofellos, Llanowar Emissary
- Shahrazad
- 隔離するタイタン/Sundering Titan
- 星の揺らぎ/Sway of the Stars
- 森林の始源体/Sylvan Primordial
- Time Vault
- Time Walk
- 修繕/Tinker
- トレイリアのアカデミー/Tolarian Academy
- 企業秘密/Trade Secrets
- 激動/Upheaval
- 世界火/Worldfire
- ヨーグモスの取り引き/Yawgmoth's Bargain

## 派生フォーマット
統率者戦にはいくつかの派生フォーマットが存在する。

### 司令官戦
司令官戦は元々MTGOでサポートされていたフォーマットである。固有色がカードの色と、そのカードのマナコストに含まれる色のみで判断される以外は統率者戦とルールは同じであった。また、統率者戦とは異なる禁止カードリストを制定していた。2011年6月28日のMTGOのアップデートにより、司令官戦は統率者戦に統合された。

### デュエルコマンダー
統率者戦を2人でプレイできるようにルールに変更を加えたものである。統率者戦とは以下のような違いが存在する。
- 開始時のライフの総量は20点である。
- 統率者は1枚しか選択できない。たとえ「共闘」を持っていても、選択できるのは1枚のみである。
- 統率者ダメージのルールは適用されない。
- 禁止カードや統率者指定禁止カードはデュエルコマンダー特有のリストを使用する。
- マッチの2ゲーム目以降、統率者をデッキ内の同じ固有色の統率者と交換してもよい。

MTGOでは2017/05/10に「1v1 Commander」としてサポート開始した。

### ブロール
統率者戦が今まで発売された全てのカードセットが使用可能なのに対し、ブロールのカードプールはスタンダードのものと同じである。
統率者戦とは以下のルール上の違いがある。
- 「伝説の」という特殊タイプをもつクリーチャーだけでなく、プレインズウォーカーも統率者にすることができる。このとき、プレインズウォーカーが統率者にできる能力を持っていなくても統率者にすることができる。
- 固有色が無色である統率者を使用する場合のみ、スタンダードのカードプールに存在する基本土地の中から1種類を選んでデッキに投入可能である。
- デッキの枚数は、統率者と合わせて60枚である。サイドボードは使用しない。
- プレイヤーの開始時のライフの総量は30点である。ただし、2人対戦の場合に限り開始時のライフの総量は25点になる。
- 統率者ダメージのルールは適用しない。
- 禁止カードはブロール特有のリストを使用する。